# Washington Stecanela Cerqueira
Washington Stecanela Cerqueira (Brasilia, 1 de abril de 1975), más conocido simplemente como Washington, es un exfutbolista brasileño que jugaba de delantero centro. Fue internacional con la selección brasileña.
Se retiró de la actividad profesional en enero de 2011, luego de obtener el Campeonato Brasileño de 2010 con Fluminense, su último club.

## Biografía
Washington nació el 1 de abril de 1975 en Brasilia. Comenzó su carrera en las categorías inferiores del Brasília Fútbol Club, con tan solo 14 años de edad. A los 16 años, se trasladó a Rio Grande do Sul, para defender al equipo Caxias.
En 1996, a los 21 años, Washington perdió diez kilos, empezó a tener mucha sed y a orinar mucho. El jugador consultó a un médico y, tras someterse a pruebas, descubrió que tenía diabetes tipo 1.  Desde entonces, Washington visita periódicamente a un nutricionista y a un endocrinólogo , además de tomar altas dosis de insulina y otros medicamentos diariamente.
El delantero se convirtió en profesional dos años después y permaneció en el equipo de Rio Grande do Sul hasta 1997, cuando pasó al Internacional. No tuvo éxito en Colorado y sólo logró destacarse en el panorama nacional en 2001, en su segunda etapa en Ponte Preta.
A su llegada, Washington fue el máximo goleador del Campeonato Paulista, con 16 goles, y de la Copa do Brasil, con 12. Con el éxito que tuvo en el interior de São Paulo, el delantero pronto atrajo la atención del fútbol extranjero, y fue transferido al Fenerbahçe, de Turquía, en 2002. No permaneció mucho tiempo en el fútbol turco, regresando a Brasil en la misma temporada que lo abandonó, para jugar en el Atlético-PR. Fue a su llegada a Hurricane que Washington tras sufrir algunos problemas cardíacos en Turquía y en Rubro-Negro do Paraná necesitó ser sometido a un cateterismo y una angioplastia.
Fue traspasado al fútbol japonés en 2005, donde permaneció durante tres temporadas. Jugó en el Tokyo Verdy, equipo en el que marcó 22 goles en 33 partidos, y en el Urawa Red Diamonds, donde marcó 42 goles en 52 partidos. En 2008 regresó a Brasil, para jugar en el Fluminense. Su contrato era válido hasta finales de 2008. Washington terminó como el máximo goleador del Campeonato Brasileiro Série A de 2008, con 21 goles, empatado con Keirrison y Kléber Pereira.  Aunque renovó su contrato con el São Paulo hasta el final de la temporada 2010 ,  finalmente regresó al Fluminense el 27 de julio de 2010. Jugó un papel importante en la carrera del equipo para ganar la Série A de 2010 , anotando 10 goles a lo largo de la competición y participando en la jugada que garantizó el campeonato del equipo (en el último partido de la temporada). El 13 de enero de 2011, mientras entrenaba con el Fluminense en Mangaratiba, Washington anunció su retiro del fútbol.

## Copa Mundial de Clubes 2007
En el mes de diciembre de 2007 se celebró la Copa Mundial de Clubes de la FIFA 2007, donde Washington se consagró como máximo goleador del torneo anotando tres goles, jugando para Urawa Red Diamonds de Japón.

## Selección nacional
Fue internacional con la selección de fútbol de Brasil. Convirtió dos goles en nueve partidos en un plazo de un año.

### Participaciones en Copa Confederaciones
| Edición                   | Sede                | Resultado    |
| ------------------------- | ------------------- | ------------ |
| Copa Confederaciones 2001 | Corea del Sur Japón | Cuarto lugar |

## Clubes

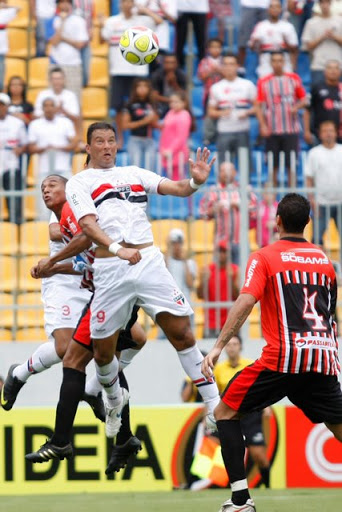
Washington con el São Paulo en 2010

| Club                | País    | Año       |
| ------------------- | ------- | --------- |
| Caxias do Sul       | Brasil  | 1991-1997 |
| Internacional       | Brasil  | 1997      |
| Grêmio              | Brasil  | 1998      |
| Ponte Preta         | Brasil  | 1998      |
| Caxias do Sul       | Brasil  | 1999      |
| Paraná              | Brasil  | 1999      |
| Ponte Preta         | Brasil  | 2000-2002 |
| Fenerbahçe          | Turquía | 2002      |
| Atlético Paranaense | Brasil  | 2004      |
| Tokyo Verdy 1969    | Japón   | 2005      |
| Urawa Red Diamonds  | Japón   | 2006-2007 |
| Fluminense          | Brasil  | 2008      |
| São Paulo           | Brasil  | 2009-2010 |
| Fluminense          | Brasil  | 2010      |

## Palmarés

### Campeonatos nacionales
| Título             | Club               | País   | Año  |
| ------------------ | ------------------ | ------ | ---- |
| Supercopa de Japón | Tokyo Verdy        | Japón  | 2005 |
| J1 League          | Urawa Red Diamonds | Japón  | 2006 |
| Supercopa de Japón | Urawa Red Diamonds | Japón  | 2006 |
| Copa del Emperador | Urawa Red Diamonds | Japón  | 2007 |
| Serie A            | Fluminense         | Brasil | 2010 |

### Campeonatos internacionales
| Título                      | Club               | Sede    | Año  |
| --------------------------- | ------------------ | ------- | ---- |
| Liga de Campeones de la AFC | Urawa Red Diamonds | Saitama | 2007 |

### Distinciones individuales
| Distinción                                             | Año  |
| ------------------------------------------------------ | ---- |
| Máximo goleador del Campeonato Brasileño (34 goles)    | 2004 |
| Máximo goleador de la Copa J. League (9 goles)         | 2006 |
| Máximo goleador de la J. League Division 1 (26 goles)  | 2006 |
| Máximo goleador de la Copa Mundial de Clubes (3 goles) | 2007 |
| Máximo goleador del Campeonato Brasileño (21 goles)    | 2008 |

| Predecesor: Mohamed Aboutrika | Máximo goleador de la Copa Mundial de Clubes 2007 | Sucesor: Wayne Rooney |